# Рік Флеґ
Рік Флеґ (англ. Rick Flag) — вигаданий персонаж коміксів, спецагент проєкту ««Task Force X»», він не злодій, а колишній військовий,  який став таємним агентом і тепер контролює дії учасників Загону Самогубців на полі бою.
У коміксах він є правою рука Аманди Воллер у справах Загону Самогубців, єдиний, кому вона більш-менш довіряє.

## Вигадана біографія
Батько виховував Ріка як майбутнього солдата, як сміливого бійця, який знає, що таке обов'язок, і здатний на самопожертву. Хоча Флеґу не подобається працювати зі злочинцями, він виконує накази незалежно від особистої думки.
У Ріка Флеґа, як і в Аманди Воллер, немає суперздібностей. В першу чергу він - тренований військовий, професійний солдат, ідеальний виконавець з розвиненими навичками спостереження і вистежування.
Навіть якщо в головах суперзлодіїв вибуховий пристрій, потрібен хоча б один агент, що буде контролювати їх під час завдання. У коміксах це зазвичай обов'язок Ріка Флеґа-молодшого.
Батько Ріка командував військовим підрозділом «Task Force X», котрий зібрали з солдатів, що вчинили злочин. Підрозділ виконував таємні операції, які можна описати лише як самогубні місії. 
Рік Флеґ-старший виховував сина як майбутнього солдата - сміливого бійця, який знає, що таке обов'язок, і здатний на самопожертву. 
Коли Ріку було 8 років, його мати загинула, рятуючи сина від попадання під автомобіль. А через два роки його батько пожертвував собою, щоб зупинити гігантську броньовану машину нацистів - Колесо Війни (це і справді велике червоне залізне колесо з величезною кількістю гармат... ну що тут сказати? це ж комікси). 
Смерті рідних дуже вплинули на характер Ріка. Він вступив до льотної школи та мріяв стати астронавтом, але коли його запросили до Загону Самогубців (найпершого), він погодився, оскільки обіцяв батькові продовжувати його справу. Після того, як перший Загін розпався, Рік вступив до команди Забутих Героїв, щоб шпигувати за ними для уряду, а коли і ця група була розформована, то він продовжив працювати на уряд як таємний агент.
Коли Флеґ дізнався, що Аманда Воллер відроджує і реформує «Task Force X», він подав прохання про вступ до її команди. Ріку не подобалися методи Стіни, але він обіцяв, що буде виконувати накази, незалежно від особистої думки. Це далося йому нелегко, тому що він ненавидів працювати зі злочинцями, а порівняння, наприклад, з Дедшотом його просто бісило.

## Сили та вміння
У Ріка Флеґа, як і у Аманди Уоллер, немає суперздібностей. В першу чергу він - тренований військовий, професійний солдат, що позначилося на його характері. Флеґ ідеальний виконавець, у нього розвинені навички спостереження і вистежування. До того ж знавець вогнепальної зброї та досвідчений у рукопашному бою. У коміксах він бився з Бетменом - і хоча останній здолав Флеґа, перемога дісталася Темному Лицарю важкою ціною.
Над Ріком не висить смертний вирок або довічне ув'язнення, він лідер команди, який повинен тримати членів Загону Самогубців під контролем, і він робить це тому, що в нього є обов'язок.
Актор Юель Кіннаман називає свого персонажа «смертоносним інструментом Аманди Воллер». І додає:
«Протягом фільму його почуття зміняться. Я думаю, він починає ставити під сумнів весь свій моральний фундамент - всі свої погляди про те, що таке обов'язок, хто заслуговує пошани,  і хто вартий бути провідником, вести за собою».